# Lineu Prestes
Lineu Prestes (Avaré, 30 de setembro de 1897 — São Paulo, 20 de agosto de 1958) foi um farmacêutico, advogado, professor universitário e político brasileiro.
Diplomou-se em farmácia em 1916, pela antiga Faculdade de Farmácia e Odontologia de São Paulo, passando mais tarde a fazer parte do corpo docente da faculdade como assistente de química toxicológica e biológica até 1924, quando foi nomeado professor catedrático da cadeira de química analítica e bromatológica. 
Em 1928 exerceu comissão no Governo do Estado de São Paulo no Instituto Oswaldo Cruz, do Rio de Janeiro, na Seção de Química. Formou-se depois pela Faculdade de Direito de São Paulo, doutorando-se em 1932. Cursou também a Faculdade de Filosofia de São Bento.
Em 1934 foi nomeado professor catedrático de química toxicológica e bromatológica da recém-criada Universidade de São Paulo. Na interventoria de Adhemar de Barros foi nomeado diretor da Faculdade de Farmácia e Odontologia, agora integrante da nova universidade.
Em 1947 assumiu a reitoria da Universidade de São Paulo, cargo que exerceu até 6 de agosto de 1949. Durante sua gestão na reitoria teve a oportunidade de reformar sua estrutura administrativa, criando novo regimento, quando então se deu a fundação do Departamento de Cultura e Ação Social, redistribuição dos serviços, divisão da reitoria e novas atribuições dos antigos órgãos da administração universitária. Procedeu a novas instalações da Faculdade de Ciências Econômicas e Administrativas, Faculdade de Arquitetura e Urbanismo e promoveu a construção dos edifícios do Betatron do Laboratório de Alta Tensão e do Instituto de Eletrotécnica e Energia, além de cuidar da ampliação dos pavilhões do Instituto de Pesquisas Tecnológicas, na Cidade Universitária. Fundou o primeiro curso superior de engenharia sanitária, na Faculdade de Saúde Pública, tendo recebido o título de doutor Honoris Causa ao deixar a reitoria da Universidade de São Paulo.
Durante o ano de 1949 foi nomeado secretário da Fazenda do Estado de São Paulo, e no ano seguinte assumia o cargo de prefeito do município de São Paulo. Em 1950, pela legenda do Partido Social Progressista, elegeu-se suplente de senador, assumindo as funções em fevereiro de 1957, por motivo da morte do senador César Lacerda de Vergueiro. Como senador formulou projetos voltados à regulamentação do ensino farmacêutico.